# Jurij Kaszyrin
Jurij Aleksiejewicz Kaszyrin (ros. Юрий Алексеевич Каширин, ur. 20 stycznia 1959 w miejscowości Storożewoje) – radziecki kolarz szosowy, mistrz olimpijski oraz trzykrotny medalista mistrzostw świata.

## Kariera
Pierwszy sukces w karierze Jurij Kaszyrin osiągnął w 1977 roku, kiedy razem z kolegami z reprezentacji zdobył złoty medal w drużynowej jeździe na czas na mistrzostwach świata juniorów. Trzy lata później wystartował na igrzyskach olimpijskich w Moskwie, gdzie wspólnie z Olegiem Łogwinem, Siergiejem Szełpakowem i Anatolijem Jarkinem zdobył złoty medal w tej samej konkurencji. Na tych samych igrzyskach Kaszyrin wystąpił także w indywidualnym wyścigu ze startu wspólnego, który ukończył na 23. pozycji. W drużynowej jeździe na czas reprezentanci ZSRR w składzie: Jurij Kaszyrin, Ołeh Czużda, Siergiej Nawołokin i Ołeksandr Zinowjew zwyciężyli także na mistrzostwach świata w Altenrhein w 1983 roku. W międzyczasie zdobył jeszcze dwa medale w tej konkurencji: srebrny na MŚ w Pradze w 1981 roku (razem z Siergiejem Kadackim, Olegiem Łogwinem i Anatolijem Jarkinem) oraz brązowy podczas MŚ w Goodwood w 1982 roku (razem z Olegiem Łogwinem, Siergiejem Woroninem i Ołehem Czujdą). Ponadto w 1982 roku był najlepszy w klasyfikacji generalnej brytyjskiego Milk Race, w 1983 roku we francuskim Tour de Bretagne, a dwa lata później we włoskim Settimana Ciclistica Lombarda.